# Confédération syndicale internationale
Cette page contient des caractères spéciaux ou non latins. S’ils s’affichent mal (▯, ?, etc.), consultez la page d’aide Unicode.
Pour les articles homonymes, voir CSI et IGB.
La Confédération syndicale internationale (CSI ; en anglais : International Trade Union Confederation, ITUC ; en allemand : Internationaler Gewerkschaftsbund, IGB ; en espagnol : Confederación Sindical Internacional, CSI) est la première organisation internationale syndicale en termes d'organisations affiliées et d'adhérents. Elle a été fondée en 2006.
En 2019, la CSI revendique plus de 200 millions d'adhérents. Elle regroupe 332 organisations syndicales dans 163 pays. Son slogan est : « Renforcer le pouvoir des travailleurs ».
Depuis 2022, la CSI est présidée par Akiko Gono, syndicaliste japonaise.

## Historique
La CSI est issue du rapprochement mené depuis les années 2000 entre la Confédération internationale des syndicats libres et la Confédération mondiale du travail et un « groupe de contact » d'organisations non affiliées rassemblant entre autres CGT française, CTA argentine et l'OPZZ polonaise. La troisième confédération syndicale internationale, la Fédération syndicale mondiale, en complète perte de vitesse depuis la chute de l'Union soviétique reste à l'écart de ce rapprochement.
En janvier 2005, les secrétaires généraux de la CISL et de la CMT lancent à Porto Alegre le processus effectif de création de la CSI dont le congrès fondateur a eu lieu du 1er au 3 novembre 2006 à Vienne. Le 31 octobre 2006, la Confédération internationale des syndicats libres qui comptait 241 organisations affiliées dans 156 pays représentant environ 155 millions d’adhérents et la Confédération mondiale du travail (CMT) qui comptait 144 organisations affiliées dans 116 pays représentant environ 26 millions d’adhérents se dissolvent.
En 2011, elle regroupe environ 176 millions de travailleurs de 301 organisations réparties dans quelque 151 pays.
La confédération dont le siège est installé à Bruxelles a pour secrétaire général le belge Luc Triangle.
La CSI, qui se veut unitaire et pluraliste se déclare : ouverte aux centrales syndicales démocratiques, indépendantes et représentatives, dans le respect de leur autonomie et de la diversité de leurs sources d'inspiration et de leurs formes d'organisation.

## Objectifs
La constitution d’une confédération plus puissante est selon ses artisans la réponse syndicale à la mondialisation de l’économie et du capital.
La nouvelle organisation disposera d’un poids plus important pour la poursuite des actions de lobbying auprès des institutions multilatérales telle que la Banque mondiale, le Fonds monétaire international (FMI) ou l’Organisation mondiale du commerce (OMC), laquelle n’a jusqu’ici pas pris en compte les revendications de « clause sociale » portées par les syndicats.
La CSI a également pour objectif de se confronter aux entreprises multinationales et d’apporter son soutien partout où le syndicalisme indépendant est faible et réprimé. Elle envisage d’accentuer le rapprochement avec les autres organisations de la société civile, dont les ONG et de participer aux forums sociaux mondiaux.
Guy Ryder souligne que le mouvement syndical international a fait sa révolution sur les questions environnementales. « Il a fallu attendre 2004 pour que la CISL, l'ancêtre de la CSI, supporte le Protocole de Kyoto contre les gaz à effets de serre », surmontant l'opposition de l'AFL-CIO déclare Guy Ryder. « Il n'y a pas de consensus international entre tous les syndicats. […] Notre agenda converge avec celui des ONG environnementales. À elles, de leur côté, de militer aussi pour la création d'emplois décents et durables pour les travailleurs autour du développement durable, sinon elles perdront le support de l'opinion ».

## Composition

### Structures régionales
À sa création, la Confédération syndicale internationale regroupe 306 organisations syndicales actives dans 154 pays et représentant plus de 168 millions de travailleurs. Elle maintient des liens étroits avec la Confédération européenne des syndicats et elle a poussé les organisations régionales des anciennes CISL et CMT à fusionner en 2007 et 2008 pour former ses nouvelles organisations régionales.
Ces organisations sont :
- Afrique : ICFTU African Regional Organisation (ICFTU-AFRO) et Organisation démocratique syndicale des travailleurs africains (ODSTA-CMT)
- Amérique : La Confederación Sindical de los Trabajadores y Trabajadoras de las Americas (CSA-CSI) issue de la fusion de l'Organización Regional Interamericana de Trabajadores (ORIT-CISL) et de la Central Latinoamericana de Trabajadores (CLAT-CMT).
- Asie et Pacifique : ICFTU-Asian and Pacific Regional Organisation (IFCTU-APRO) et Brotherhood of Asian Trade Unionists (BATU-WCL)

### Fédérations syndicales internationales
La plupart des Fédérations syndicales internationales étaient proches de la Confédération internationale des syndicats libres. Par le biais de la Commission syndicale consultative auprès de l'OCDE, et de l'animation en commun du site Globals Union, la CSI collaborent avec les 10 plus importantes fédérations syndicales internationales :
- Union Network International (UNI)
- Fédération internationale des journalistes (FIJ)
- Fédération internationale des ouvriers du transport (ITF)
- IndustriALL global union[5], une nouvelle fédération syndicale internationale, créée en juin 2012, fruit de la fusion entre la Fédération internationale des organisations de travailleurs de la métallurgie (FIOM), la Fédération internationale des syndicats de travailleurs de la chimie, de l'énergie, des mines et des industries diverses (ICEM), ainsi que l'ITGLWF, la Fédération internationale des travailleurs du textile, de l'habillement et du cuir[6]
- Internationale de l’éducation (IE)
- Internationale des travailleurs du bâtiment et du bois (IBB)
- Union internationale des travailleurs de l'alimentaire (UITA)
- Internationale des services publics (ISP)

### Confédérations membres

#### A
- Afrique du Sud :
  - Congress of South African Trade Unions (COSATU)
  - Confederation of South African Workers' Unions (Consawu)
  - Federation of Unions of South Africa (Fedusa)
  - National Council of Trade Unions (NCTU)
- Albanie :
  - Confédération des syndicats (KSSh)
  - Union des syndicats indépendants d'Albanie (BSPSH)
- Algérie :
  - Union générale des travailleurs algériens (UGTA)
- Allemagne :
  - Deutscher Gewerkschaftsbund (DGB)
- Angola :
  - Central Geral de Sindicatos Independentes e Livres de Angola (CGSILA)
  - União Nacional dos Trabalhadores de Angola (UNTA-CS)
- Antigua-et-Barbuda :
  - Antigua & Barbuda Public Service Association (ABPSA)
  - Antigua & Barbuda Workers' Union (ABWU)
- Argentine :
  - Central de Trabajadores de la Argentina (CTA)
  - Confederación General del Trabajo de la República Argentina (CGT)
- Aruba :
  - Federación de Trabajadores Arubanos (FTA)
- Australie :
  - Australian Council of Trade Unions (ACTU)
- Autriche :
  - Österreichischer Gewerkschaftsbund (ÖGB)
- Azerbaïdjan :
  - Confédération des syndicats d'Azerbaïdjan (AHIK)

#### B
- Bahreïn :
  - Fédération générale de Bahreïn des syndicats (GFBTU)
- Bangladesh :
  - Bangladesh Free Trade Union Congress (BFTUC)
  - Bangladesh Jatyatabadi Sramik Dal (BJSD)
  - Bangladesh Labour Federation (BLF)
  - Bangladesh Mukto Sramik Federation (BMSF)
  - Bangladesh Sanjukta Sramic Federation (BSSF)
  - Jatio Sramik League (JSL)
- Barbade :
  - Barbados Workers' Union (BWU)
- Biélorussie :
  - Congrès biélorusse des syndicats démocratiques (BKDP)
- Belgique :
  - Confédération des syndicats chrétiens (CSC-ACV)
  - Fédération générale du travail de Belgique (FGTB-ABVV)
  - Centrale générale des syndicats libéraux de Belgique (CGSLB-ACLVB)
- Belize :
  - Christian Workers' Union (CWU)
- Bénin :
  - Confédération des syndicats autonomes du Bénin (CSA)
  - Confédération des organisations syndicales indépendantes du Bénin (COSI)
  - Confédération générale des travailleurs du Bénin (CGTB)
  - Union nationale des syndicats des travailleurs du Bénin (UNSTB)
- Bermudes :
  - Bermuda Industrial Union (BIU)
  - Bermuda Trade Union Congress (BTUC)
- Bonaire :
  - Federación Boneriana di Trabao (Fedebon)
- Bosnie-Herzégovine :
  - Konfederacija Sindikata Bosne I Hercegovine (KSBiH)
- Brésil :
  - Central Única dos Trabalhadores (CUT)
  - Confederação Nacional das Profisões Liberais (CNPL)
  - Força Sindical (FS)
  - União Geral dos Trabalhadores (UGT)
- Bulgarie :
  - Конфедерация на независимите синдикати в България (КНСБ)
  - Конфедерация на труда Подкрепа (KT)
- Burkina Faso :
  - Confédération nationale des travailleurs du Burkina (CNTB)
  - Confédération syndicale Burkinabè (CSB)
  - Organisation nationale des syndicats libres (ONSL)
  - Union syndicale des travailleurs du Burkina (USTB)
- Burundi :
  - Confédération des syndicats du Burundi (COSYBU)
  - Confédération syndicale du Burundi (CSB)

#### C
- Cameroun :
  - Confédération syndicale des travailleurs du Cameroun (CSTC)
  - Union des syndicats libres du Cameroun (USLC)
- Canada :
  - Congrès du travail du Canada (CTC)
  - Centrale des syndicats démocratiques (CSD)
  - Confédération des syndicats nationaux (CSN)
  - Christian Labour Association of Canada (CLAC)
- Cap-Vert :
  - União Nacional dos Trabalhadores de Cabo Verde - Central Sindical (UNTC-CS)
- République centrafricaine :
  - Confédération syndicale des travailleurs de Centrafrique (CSTC)
  - Union syndicale des travailleurs de Centrafrique (USTC)
- Chili :
  - Central Autónoma de Trabajadores (CAT)
  - Central Unitaria de Trabajadores de Chile (CUT)
- Chypre :
  - Confédération des travailleurs chypriotes (ΣΕΚ)
  - ΔΗΜΟΚΡΑΤΙΚΗ ΕΡΓΑΤΙΚΗ ΟΜΟΣΠΟΝΔΙΑ ΚΥΠΡΟΥ (DEOK)
  -  Chypre du Nord  : KIBRIS TÜRK İŞÇİ SENDİKALARI FEDERASYONU (TÜRK-SEN)
- Colombie :
  - Confederación de Trabajadores de Colombia (CTC)
  - Central Unitaria de Trabajadores de Colombia (CUT)
  - Confederación General de Trabajado (CGT)
- République du Congo :
  - Confédération des syndicats libres et autonomes du Congo (COSYLAC)
  - Confédération syndicale congolaise (CSC)
  - Confédération syndicale des travailleurs du Congo (CSTC)
- République démocratique du Congo :
  - Confédération démocratique du travail (CDT)
  - Confédération syndicale du Congo (CSC)
  - Union nationale des travailleurs du Congo (UNTC)
- Îles Cook :
  - Cook Islands Workers Association (CIWA)
- Corée du Sud :
  - 한국노동조합총연맹 (FKTU)
  - 전국민주노동조합총연맹, Jeon-guk Minju Nodong Johap Chongyeonmaeng (KCTU)
- Costa Rica :
  - Central del Movimiento de Trabajadores Costarricenses (CMTC)
  - Confederación de Trabajadores Rerum Novarum (CTRN)
- Côte d'Ivoire :
  - Confédération des syndicats libres de Côte d'Ivoire (DIGNITE)
  - Union générale des travailleurs de Côte d'Ivoire (UGTCI)
- Croatie :
  - Savez Samostalnih Sindikata Hrvatske (SSSH)
- Curaçao :
  - Central General di Trahadonan di Corsow (CGTC)
  - Sentral di Sindikatonan di Korsou (SSK)

#### D
- Danemark :
  - Akademikernes Centralorganisation (AC)
  - Landsorganisationen i Danmark (LO)
  - Funktionærernes og Tjenestemændenes Fællesråd (FTF)
- Djibouti :
  - Union djiboutienne du travail (UDT)
- Dominique :
  - Dominica Amalgamated Workers' Union (DAWU)
  - Dominica Trade Union (DTU)
  - Waterfront & Allied Workers' Union (WAWU)
- République dominicaine :
  - Confederación Autonoma Sindical Clasista (CASC)
  - Confederación Nacional de Trabajadores Dominicanos (CNTD)
  - Confederación Nacional de Unidad Sindical (CNUS)

#### E
- Équateur :
  - Central Ecuatoriana de Organizaciones Clasistas (CEDOC)
  - Confederación Ecuatoriana de Organizaciones Sindicales Libres (CEOSL)
- Érythrée :
  - National Confederation of Eritrean Workers (NCEW)
- Espagne :
  - Unión General de Trabajadores (UGT)
  - Confederación Sindical de Comisiones Obreras - Acción Sindical Internacional (CC.OO)
  - Eusko Langileen Alkartasuna (ELA)
  - Unión Sindical Obrera (USO)
- Estonie :
  - Eesti Ametiühingute Keskliit (EAK)
- Eswatini :
  - Swaziland Federation of Trade Unions (SFTU)
  - Swaziland Federation of Labour (SFL)
- États-Unis :
  - American Federation of Labour - Congress of Industrials Organisations (AFL-CIO)
- Éthiopie :
  - Confédération des syndicats éthiopiens

#### F
- Fidji :
  - Fiji Trades Union Congress (FTUC)
- Finlande :
  - Suomen Ammattiliittojen Keskusjärjestö (SAK)
  - AKAVA
  - Toimihenkilökeskusjärjestö (STTK)
- France :
  - Confédération française démocratique du travail (CFDT)
  - Confédération française des travailleurs chrétiens (CFTC)
  - Confédération générale du travail (CGT)
  - Confédération générale du travail - Force ouvrière (FO)
  - Union interprofessionnelle de la Réunion (UIR-CFDT)

#### G
- Gabon :
  - Confédération gabonaise des syndicats libres (CGSL)
  - Confédération syndicale gabonaise (Cosyga)
- Gambie :
  - Gambian Workers' Confederation (GWC)
- Géorgie
  - Confédération des syndicats géorgiens
- Ghana :
  - Ghana Federation of Labour (GFL)
  - Trades Union Congress of Ghana (TUCG)
- Royaume-Uni :
  - Trades Union Congress (TUC)
- Grèce :
  - Γενική Συνομοσπονδία Εργατων Ελλάδος (ΓΣΕΕ)
- Grenade :
  - Grenada Trades Union Council (GTUC)
- Guatemala :
  - Central General de Trabajadores de Guatemala (CGTG)
  - Confederación de Unidad Sindical de Guatemala (CUSG)
  - Unión Sindical de Trabajadores de Guatemala (UNSITRAGUA)
- Guinée :
  - Confédération nationale des travailleurs de Guinée (CNTG)
  - Organisation nationale des syndicats libres de Guinée (ONSLG)
  - Union syndicale des travailleurs de Guinée (USTG)
- Guinée-Bissau :
  - União Nacional dos Trabalhadores de Guiné (UNTG)
- Guyana :
  - Guyana Trades Union Congress (GTUC)

#### H
- Haïti :
  - Confédération des travailleurs haïtiens (CTH)
- Honduras :
  - Central General de Trabajadores (CGT)
  - Confederación Unitaria de Trabajadores de Honduras (CUTH)
  - Confederación de Trabajadores de Honduras (CTH)
- Hong Kong :
  - Hong Kong and Kowloon Trades Union Council (HKTUC)
  - Hong Kong Confederation of Trade Unions (HKCTU)
  - Joint Organization of Unions – Hong Kong (JOU)
- Hongrie :
  - Autonóm Szakszervezetek Szövetsége (ASzSz)
  - Független Szakszervezetek Demokratikus Ligája (Liga)
  - Magyar Szakszervezetek Országos Szövetsége (MSzOSz)
  - Munkástanácsok Országos Szövetsége (MOSz)

#### I
- Inde :
  - Hind Mazdoor Sabha (HMS)
  - Indian National Trade Union Congress (INTUC)
  - Self-Employed Women's Association (SEWA)
- Indonésie :
  - Konfederasi Serikat Pekerja Indonesia (KSPI)
  - Konfederasi Serikat Buruh Sejahtera Indonesia (KSBSI)
- Islande :
  - Althydusamband Islands (ASI)
  - Bandalag Starfsmanna Rikis og Baeja (BSRB)
- Israël :
  - הסתדרות
- Italie :
  - Confederazione Generale Italiana del Lavoro (CGIL)
  - Confederazione Italiana Sindacati Lavoratori (CISL)
  - Unione Italiana del Lavoro (UIL)

#### J
- Japon :
  - 日本労働組合総連合会, Nihon Rōdōkumiai Sōrengōkai (連合, Rengo)
- Jordanie :
  - General Federation of Jordanian Trade Unions (GFJTU)

#### K
- Kenya :
  - Central Organization of Trade Unions (COTU)
- Kiribati :
  - Kiribati Trade Union Congress (KTUC)
- Kosovo :
  - Union des syndicats indépendants du Kosovo (BSPK)
- Koweït :
  - Kuwait Trade Union Federation (KTUC)

#### L
- Lettonie :
  - Latvijas Brīvo arodbiedrību savienība (LBAS)
- Liberia :
  - Liberian Federation of Labour Unions (LFLU)
  - Congress of National Trade Unions of Liberia (CONATUL)
- Lituanie :
  - Lietuvos Darbo Federacija (LDF)
  - Lietuvos Profesinė Sajunga "Solidarumas" (Solidarumas)
  - Lietuvos Profesinių Sąjungų Konfederacija (LPSK)
- Luxembourg :
  - Confédération syndicale indépendante du Luxembourg (OGBL)[7]
  - Luxemburger Christlicher Gewerkschaftsbund (LCGB)

#### M
- Macédoine :
  - Union des syndicats indépendants et autonomes de Macédoine (UNASM)
- Madagascar :
  - Confédération des syndicats des travailleurs de Madagascar (FI.SE.MA.)
  - Confédération des syndicats des travailleurs Malagasy Révolutionnaires (FISEMARE)
  - Fivondronamben'ny Mpiasa Malagasy (FMM)
  - Sendika Krisitianina Malgasy (SEKRIMA)
  - Union des syndicats autonomes de Madagascar (USAM)
- Malawi :
  - Malawi Congress of Trade Unions (MCTU)
- Malaisie :
  - Malaysian Trades Union Congress (MTUC)
- Mali :
  - Confédération syndicale des travailleurs du Mali (CSTM)
  - Union nationale des travailleurs du Mali (UNTM)
- Malte :
  - Confederation of Malta Trade Unions (CMTU)
  - General Workers' Union (GWU)
- Maroc :
  - Confédération démocratique du travail (CDT)
  - Union marocaine du travail (UMT)
- Mauritanie :
  - Confédération générale des travailleurs de Mauritanie (CGTM)
  - Confédération libre des travailleurs de Mauritanie (CLTM)
  - Union des travailleurs de Mauritanie (UTM)
- Mexique :
  - Confederación de Trabajadores de Mexico (CTM)
  - Confederación Obrera Revolucionaria (COR)
  - Confederación Revolucionaria de Obreros y Campesinos (CROC)
  - Consejo Nacional de los Trabajadores (CNT)
  - Unión Nacional de Trabajadores (UNT)
- Moldavie :
  - Confederaţia Sindicatelor din Republica Moldova (CSRM)
- Mongolie :
  - МОНГОЛЫН УЙЛДВЭРЧНИЙ ЭВЛЭЛYYДИЙН ХОЛБОО (MYЭX)
- Monténégro :
  - Confédération des syndicats indépendants du Monténégro (SSSCG)
- Mozambique :
  - Organizaçâo dos Trabalhadores de Moçambique (OTM)

#### N
- Népal :
  - Democratic Confederation of Nepalese Trade Unions (DECONT)
  - General Federation of Nepalese Trade Unions (GEFONT)
  - Nepal Trade Union Congress (NTUC)
- Nicaragua :
  - Central Sandinista de Trabajadores (CST)
  - Central de Trabajadores Nicaraguenses (CTN)
  - Confederación de Unificación Sindical (CUS)
- Niger :
  - Confédération nigérienne du travail (CNT)
  - Union des syndicats des travailleurs du Niger (USTN)
- Nigeria :
  - Nigeria Labour Congress (NLC)
  - Trade Union Congress of Nigeria (TUC)
- Norvège :
  - Landsorganisasjonen i Norge (LO)
  - Utdanningsgruppenes Hovedorganisasjon (UNIO)
  - Yrkesorganisasjonenes Sentralforbund (YS)
- Nouvelle-Calédonie :
  - Union des syndicats des ouvriers et employés de Nouvelle-Calédonie (USOENC)
- Nouvelle-Zélande :
  - New Zealand Council of Trade Unions (NZCTU)

#### O
- Ouganda :
  - National Organisation of Trade Unions (NOTU)

#### P
- Pakistan :
  - All Pakistan Trade Union Congress (APTUC)
  - Pakistan Workers' Federation (PWF)
- Palestine :
  - Palestine General Federation of Trade Unions (PGFTU)
- Panama :
  - Confederación de Trabajadores de la República de Panamá (CTRP)
  - Confederación General Autónoma de Trabajadores de Panamá (CGTP)
  - Convergencia Sindical (CS)
- Paraguay :
  - Central Nacional de Trabajadores (CNT)
  - Central Unitaria de Trabajadores Auténtica (CUT-A)
  - Confederación Paraguaya de Trabajadores (CPT)
- Pays-Bas :
  - Christelijk Nationaal Vakverbond (CNV)
  - Federatie Nederlandse Vakbeweging (FNV)
- Pérou :
  - Central Autonoma de Trabajadores del Peru (CATP)
  - Central Unitaria de Trabajadores del Perú (CUT)
- Philippines :
  - Federation of Free Workers (FFW)
  - Trade Union Congress of the Philippines (TUCP)
- Pologne :
  - Ogólnopolskie Porozumienie Związków Zawodowych (OPZZ)
  - Niezależny Samorządny Związek Zawodowy "Solidarność" (NSZZ)
- Polynésie française :
  - A Tia I Mua
- Porto Rico :
  - Central Puertorriqueña de Trabajadores (CPT)
- Portugal :
  - União Geral de Trabalhadores (UGT)

#### R
- Roumanie :
  - Blocul National Sindical (BNS)
  - Confederaţia Naţionala Sindicală "Cartel ALFA" (CNS Cartel Alfa)
  - Confederatia Sindicatelor Democratice din Romania (CSDR)
  - Confederaţia Naţională a Sindicatelor Libere din România-Frăţia (CNSLR Fratia)
- Russie :
  - Всероссийская конфедерация труда (BKT)
  - Федерация Независимых Профсоюзов России (ФHПP)
  - Конфедерация труда России (KTP)
- Rwanda :
  - Centrale des syndicats des travailleurs du Rwanda (CESTRAR)
  - Congrès du travail et de la fraternité au Rwanda (COTRAF)

#### S
- Saint-Marin :
  - Confederazione Democratica dei Lavoratori Sammarinesi (CDLS)
  - Confederazione Sammarinese del Lavoro (CSdL)
- Saint-Vincent-et-les-Grenadines :
  - Commercial, Technical and Allied Workers' Union (CTAWU)
- Sainte-Lucie :
  - National Workers' Union (NWU)
  - Saint Lucia Seamen, Waterfront & General Workers' Trade Union (SWGWTU)
- Salvador :
  - Central Autonoma de Trabajadores Salvadorenos (CATS)
  - Central de Trabajadores Democráticos (CTD)
- Samoa :
  - Samoa Trade Union Congress (STUC)
- Sao Tomé-et-Principe :
  - União Geral dos Trabalhadores de São Tomé and Príncipe (UGT-STP)
  - Organizaçâo Nacional dos Trabalhadores de São Tomé and Príncipe - Central Sindical (ONTSTP-CS)
- Sénégal :
  - Confédération nationale des travailleurs du Sénégal (CNTS)
  - Confédération des syndicats autonomes (CSA)
  - Confédération nationale des travailleurs du Sénégal - Forces du changement (CNTS-FC)
  - Union démocratique des travailleurs du Sénégal (UDTS)
  - Union nationale des syndicats autonomes du Sénégal (UNSAS)
- Serbie :
  - Confédération des syndicats autonomes de Serbie
  - Union générale des syndicats "Nezavisnost"
- Seychelles :
  - Seychelles Federation of Workers' Unions (SFWU)
- Sierra Leone :
  - Central Confederation of Trade Unions (CCOTU)
  - Sierra Leone Labour Congress (SLLC)
- Singapour :
  - National Trades Union Congress (NTUC)
- Slovaquie :
  - Konfederácia odborových zväzov Slovenskej republiky (KOZSR)
- Sri Lanka :
  - Ceylon Workers' Congress (CWC)
  - National Workers' Congress (NWC)
- Suède :
  - Landsorganisationen i Sverige (LO)
  - Sveriges Akademikers Centralorganisation (SACO)
  - Tjänstemännens Centralorganisation (TCO)
- Suisse :
  - Union syndicale suisse (USS)
- Suriname :
  - Organisatie van Samenwerkende Autonome Vakbonden (OSAV)
  - Progressieve Vakcentrale 47 (C 47)
  - Algemeen Verbond van Vakverenigingen in Suriname "De Moederbond" (MOEDERBOND)

#### T
- Taïwan :
  - Fédération chinoise du travail (CFL)
- Tanzanie :
  - Trade Union' Congress of Tanzania (TUCT)
  - Zanzibar Trade Union Congress (ZTUC)
- Tchad :
  - Confédération libre des travailleurs du Tchad (CLTT)
  - Union des syndicats du Tchad (UST)
- République tchèque :
  - Českomoravská konfederace odborových svazů (ČMKOS)
- Thaïlande :
  - Congrès du travail de Thaïlande
  - Congrès national des employés de l'industrie privée (Thaïlande)
  - Congrès thaï des syndicats
- Togo :
  - Confédération nationale des travailleurs du Togo (CNTT)
  - Confédération syndicale des travailleurs du Togo (CSTT)
  - Union nationale des syndicats indépendants du Togo (UNSIT)
- Tonga :
  - Friendly Islands Teachers' Association/Tonga Nurses' Association (FITA/TNA)
- Trinité-et-Tobago :
  - All Trinidad Sugar and General Workers' Trade Union (ATSGWTU)
  - National Trade Union Centre of Trinidad and Tobago (NATUC)
- Tunisie :
  - Union générale tunisienne du travail (UGTT)
  - Organisation tunisienne du travail (OTT)
- Turquie :
  - Türkiye Hak İşçi Sendikaları Konfederasyounu (HAK-İŞ)
  - Türkiye Işçi Sendikalari Konfederasyonu (TÜRK-İŞ)
  - Kamu Emekçileri Sendikaları Konfederasyonu (KESK)
  - Türkiye Devrimci İşçi Sendikaları Konfederasyonu (DİSK)

#### U
- Ukraine :
  - Конфедерація Вільних профспілок України (КВПУ)
  - Федерація профспілок України (фПУ)
  - Solidarité panukrainienne des unions de travailleurs

#### V
- Vanuatu :
  - Vanuatu Council of Trade Unions (VCTU)
- Vatican :
  - Associazione Dipendenti Laici Vaticani (ADLV)
- Venezuela :
  - Alianza Sindical Independiente (ASI)
  - Confederación de Trabajadores de Venezuela (CTV)
  - Confederación General de Trabajadores (CGT)
  - Confederación de Sindicatos Autónomos (Codesa)

#### Y
- Yémen :
  - Fédération générale des syndicats de travailleurs du Yémen

#### Z
- Zambie :
  - Zambia Congress of Trade Unions (ZCTU)
- Zimbabwe :
  - Zimbabwe Congress of Trade Unions (ZCTU)

## Liste des dirigeants

### Secrétaires généraux
| Période     | Nom            | Pays        |
| ----------- | -------------- | ----------- |
| 2006-2010   | Guy Ryder      | Royaume-Uni |
| 2010-2022   | Sharan Burrow  | Australie   |
| 2022-2023   | Luca Visentini | Italie      |
| depuis 2023 | Luc Triangle   | Belgique    |

### Présidents
| Période     | Nom                       | Pays      |
| ----------- | ------------------------- | --------- |
| 2006-2010   | Sharan Burrow             | Australie |
| 2010-2014   | Michael Sommer            | Allemagne |
| 2014-2018   | João Antonio Felicio (en) | Brésil    |
| 2018-2022   | Ayuba Wabba (en)          | Nigeria   |
| depuis 2022 | Akiko Gono                | Japon     |

## Nombre d'adhérents
En novembre 2019, l'organisation comptait 200 182 174 adhérents répartis dans 163 pays.